# Jovibarba
Jovibarba (wörtlich „Jupiterbart“, auch Donarsbart oder Fransenhauswurz) ist eine zwei Arten umfassende Sektion der Hauswurzen (Sempervivum), die sich außer in ihrer Blütenmorphologie nur geringfügig von der Sektion Sempervivum unterscheidet.

## Beschreibung
Die glockenförmigen Blüten sind in der Regel sechszählig und nur selten siebenzählig. Ihre gelben, hellgelben bis weißlichen, aufrechten Kronblätter sind an den Rändern etwas gefranst. Die Staubfäden sind gelblich bis weiß.
Die Basischromosomenzahl ist x = 19.

## Systematik und Verbreitung
In Europa sind die Arten der Sektion Jovibarba im Bergland von Mittel- und Südosteuropa verbreitet. In Russland erstreckt sich das Verbreitungsgebiet vom Nordwesten bis nach Mittelrussland.
Die Sektion Jovibarba wurde 1828 von Augustin-Pyrame de Candolle aufgestellt. Die Einordnung der Taxa war ständigen Veränderungen unterworfen, die einige homotypische Synonyme zur Folge hatten.

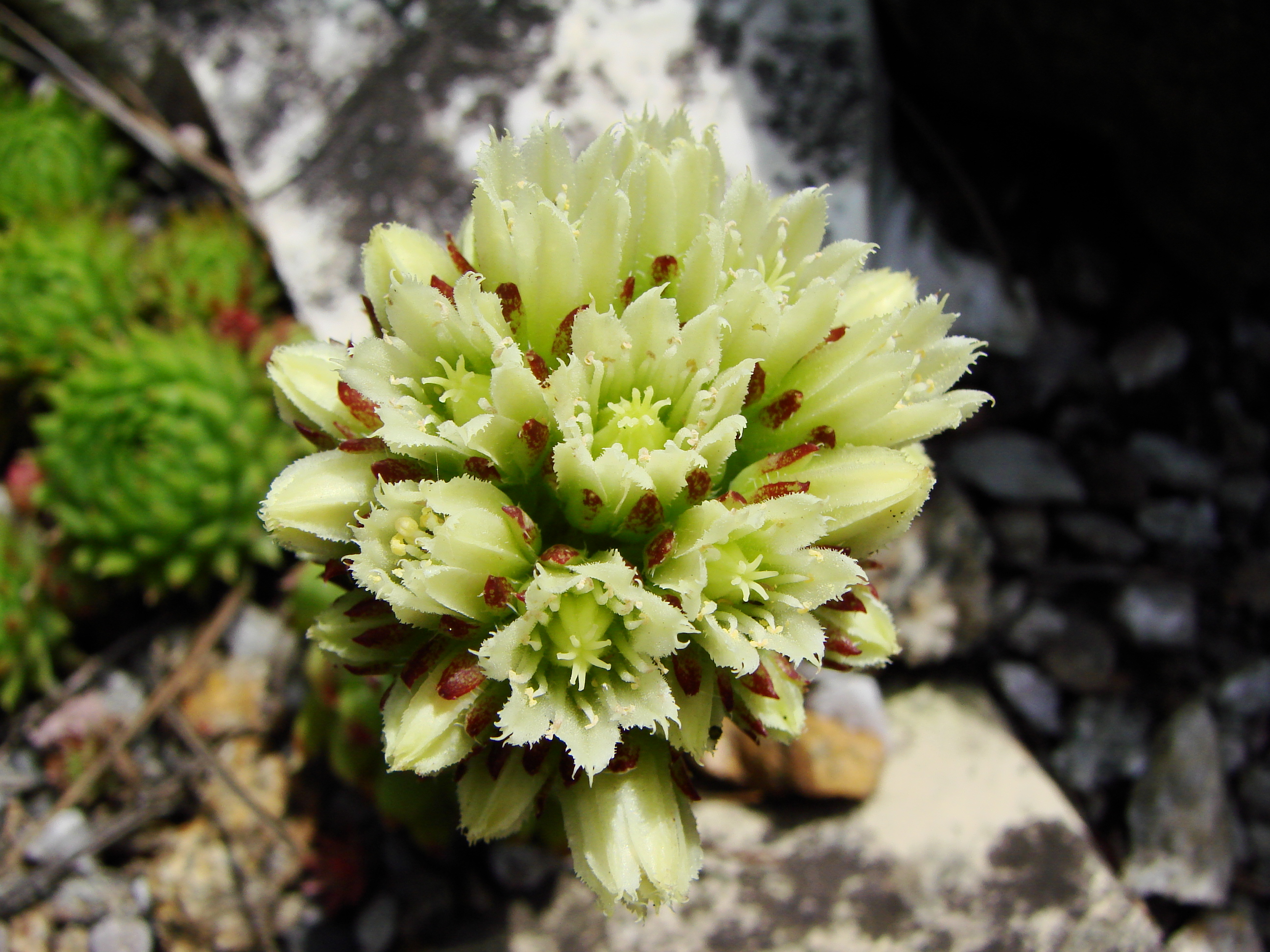
Blütenstand von Sempervivum globiferum

Die Sektion Jovibarba besteht aus den folgenden Arten und Unterarten:
- Sempervivum globiferum L. („Gewöhnliche Fransenhauswurz“[1])
  - Sempervivum globiferum subsp. globiferum („Sprossende Fransenhauswurz“ bzw. „Sprossender Donarsbart“[1])
  - Sempervivum globiferum subsp. allionii (Jord. & Fourr.) 't Hart & B.Bleij („Allionis Fransenhauswurz“[1])
  - Sempervivum globiferum subsp. arenarium (W.D.J.Koch) 't Hart & B.Bleij („Zwerg-Fransenhauswurz“ bzw. „Sand-Fransenhauswurz“[1])
  - Sempervivum globiferum subsp. glabrescens (Sabr.) M.Werner[6] („Verkahlende Fransenhauswurz“)
  - Sempervivum globiferum subsp. hirtum (L.) 't Hart & B.Bleij („Kurzhaar-Fransenhauswurz“[1])
  - Sempervivum globiferum subsp. lagarinianum (L.Gallo) R.Stephenson[7]
  - Sempervivum globiferum subsp. preissianum (Domin) M.Werner[8] („Tatra-Fransenhauswurz“)
- Sempervivum heuffelii Schott („Balkan-Fransenhauswurz“[1])

Sempervivum ×nixonii Zonneveld ist eine künstliche Hybride zwischen Sempervivum globiferum und Sempervivum heuffelii.
1852 erhob Philipp Maximilian Opiz die Sektion in den Rang einer Gattung, die jedoch heute auf Grund der geringen Abweichungen in der Blütenmorphologie und der phytochemischen Gemeinsamkeiten von vielen Bearbeitern abgelehnt wird. Dennoch gibt es auch die Einschätzung, Jovibarba als eigenständige Gattung anzusehen, und die Klassifikation wird in Publikationen noch kontrovers gehandhabt.
Für Gattungshybriden aus Sempervivum und Jovibarba schlug Gordon Douglas Rowley 1980 die Bezeichnung ×Jovivum vor. Durch den Einzug der Gattung Jovibarba in die Gattung Sempervivum ist diese jedoch nur noch ein Synonym innerhalb der Gattung Sempervivum. Derartige Hybriden konnten auf künstliche Weise erzeugt werden und kommen natürlich kaum vor. Es wurde nur einmal von einer Hybridisierung zwischen Sempervivum heuffelii und Sempervivum marmoreum berichtet. Solche Hybriden können sich in der Natur vermutlich nicht lange halten, falls sie einmal entstehen. Aus Kultivation ist eine künstlich geschaffene Hybride zwischen Sempervivum globiferum subsp. hirtum und Sempervivum montanum bekannt, die einen niedrigen Prozentsatz an fertilem Pollen aufweist.